# Catoptria margaritella
Espèce
Le Crambus à rayure d'argent, Catoptria margaritella, est une espèce de lépidoptères (papillons) de la famille des Crambidae.
L'envergure de l'imago est de 20 à 24 mm. Il vole de juin à septembre selon les endroits.
Les chenilles se nourrissent sur diverses poacées (graminées) et sur des mousses.